# United States International Trade Commission

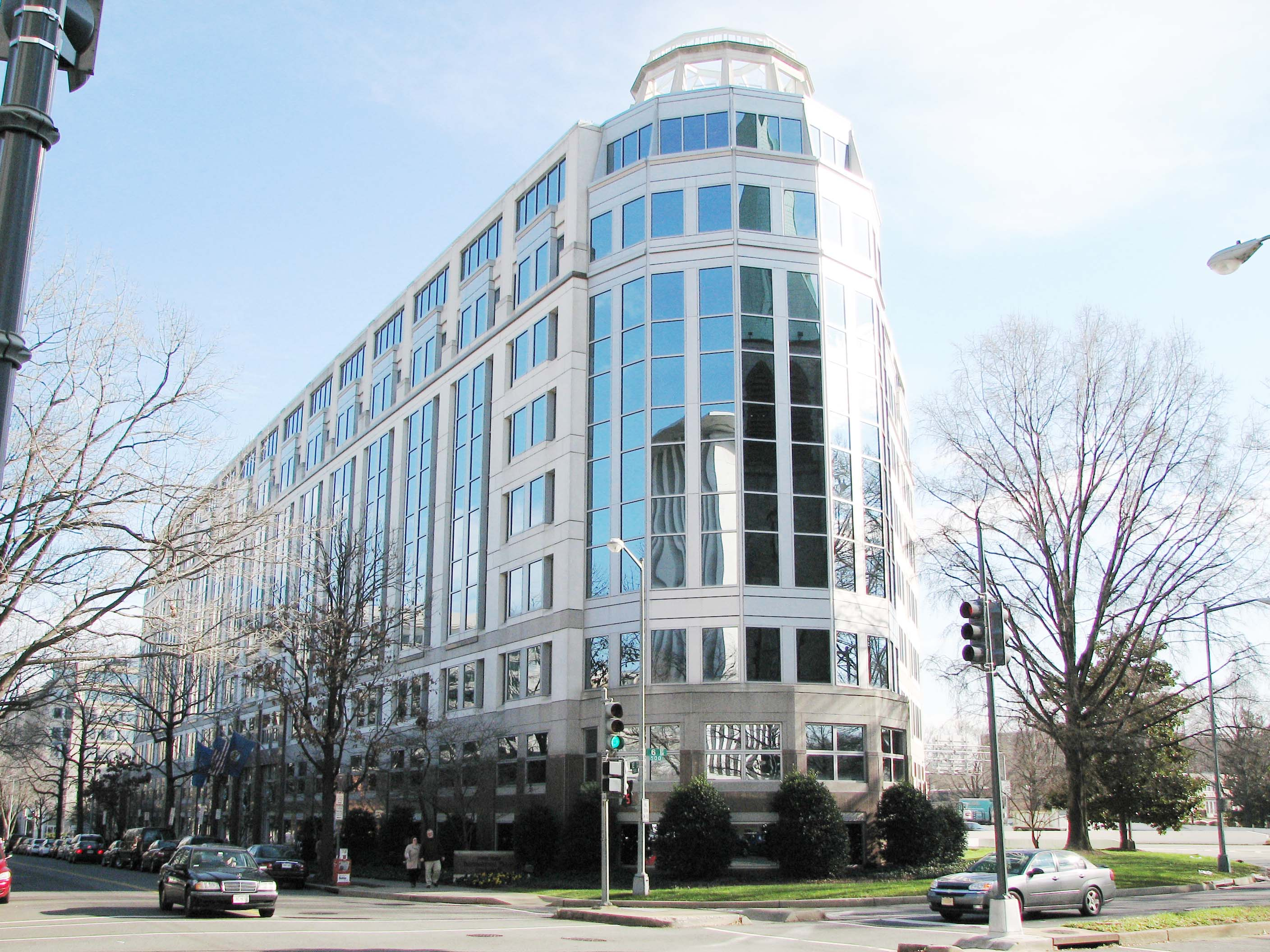
Verwaltungsgebäude der USITC in Washington, D.C.

Die United States International Trade Commission (USITC, deutsch Kommission für internationalen Handel der Vereinigten Staaten) ist eine unabhängige, gerichtsähnliche und unparteiische Bundesbehörde der USA. Sie übernimmt sowohl beratende als auch untersuchende Funktionen für die US-amerikanische Regierung im Hinblick auf die Handelspolitik, Zölle und außenwirtschaftliche Probleme.
Der Dienstsitz ist in Washington, D.C.

## Entstehung
Die USITC wurde 1916 als U.S. Tariff Commission (Zollkommission der Vereinigten Staaten) vom Kongress gegründet. Von 1922 bis 1988 war sie im ehemaligen Gebäude des Washingtoners Hauptpostamts untergebracht. Durch das Handelsgesetz von 1974 wurde die Behörde in International Trade Commission umbenannt.

## Auftrag und Aufgaben
Der staatlichen Behörde obliegen weitreichende investigative Verantwortlichkeiten bei sämtlichen Handelsangelegenheiten der USA. Sie untersucht beispielsweise die Auswirkungen von Dumping und subventionierten Importen auf die inländische Industrie und entscheidet außerdem in Fällen von mutmaßlichen Verstößen beim Import von geistigem Eigentum. Durch ihre Tätigkeit schafft die USITC klare Regularien, die ein internationales Handelssystem ermöglichen.
Weiterhin dient die Behörde als Informationsquelle für Handelsdaten und andere mit der Handelspolitik in Zusammenhang stehende Informationen. Die gesammelten und analysierten Daten werden dem Präsidenten, dem Handelsbeauftragten und dem Kongress zur Verfügung gestellt, damit die Entwicklung einer intakten und sachkundigen Handelspolitik erleichtert werden kann. Außerdem macht die USITC viele der Informationen auch für die Öffentlichkeit zugänglich, um das Verständnis für internationale Handelsangelegenheiten zu fördern.
Der Auftrag der International Trade Commission kann wie folgt zusammengefasst werden:
1. Ausführung von Gesetzen zu amerikanischen Handelsbeschränkungen (Trade Remedy Laws) in einer fairen und objektiven Weise,
2. Versorgung des Präsidenten, des USTR und des Kongresses mit unabhängigen Informationen und Analysen sowie Unterstützung bei Zollangelegenheiten, internationalem Handel und amerikanischer Wettbewerbsfähigkeit,
3. Verwaltung der harmonisierten Zolltarife der USA (Harmonized Tariff Schedule; HTS).

In diesem Rahmen lassen sich fünf wesentliche Tätigkeitsfelder unterscheiden:
- Untersuchung von Importverletzungen
- Untersuchung von Importen hinsichtlich geistigem Eigentum
- Industrie- und Wirtschaftsanalysen
- Zoll- und Handelsinformationsservice
- Berichte über die Handelspolitik

Die USITC ist jedoch weder an der Gestaltung der Politik beteiligt, noch schließt sie Handelsabkommen ab.

## Organisatorischer Aufbau

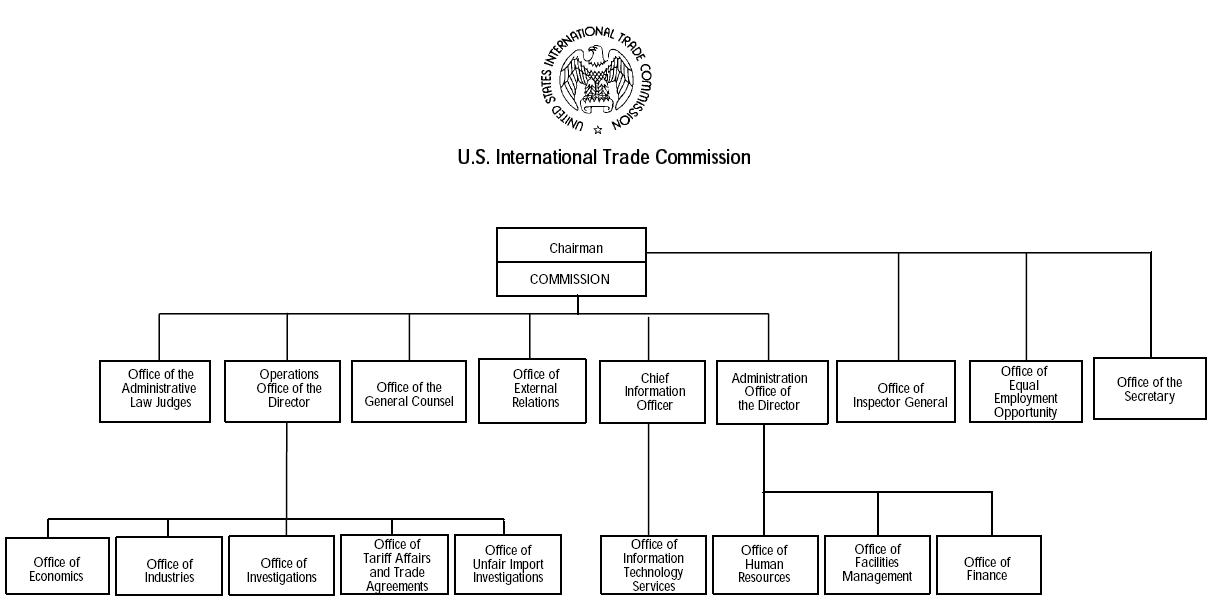
Organigramm der USITC

Die United States International Trade Commission wird von sechs Kommissaren geleitet, die vom Präsidenten ernannt und vom Senat bestätigt werden. Dabei dürfen maximal drei der Kommissare derselben Partei angehören. Sie werden für sich überschneidende Amtszeiten von jeweils neun Jahren eingesetzt, wobei alle 18 Monate eine neue Amtszeit beginnt. Der Vorsitzende und der stellvertretende Vorsitzende werden vom amerikanischen Präsidenten aus dem Kreis der aktuellen Kommissare für eine Legislaturperiode von zwei Jahren gewählt. Beide dürfen nicht Mitglied derselben politischen Partei sein. Der Vorsitzende der USITC muss außerdem einer anderen Partei angehören als der vorhergehende Vorsitzende.
Derzeitige Kommissare sind:
- Rhonda K. Schmidtlein (13. Januar 2017 – 16. Juni 2018)[6]
- David S. Johanson (seit 17. Juni 2022)[7]
- Jason E. Kearns (17. Juni 2020 – 16. Juni 2022)[8]
- Randolph J. Stayin (17. Juni 2020 – 16. Juni 2022)[9]
- Amy A. Karpel (26. August 2019 – 16. Juni 2023)[10]

Unter den weiteren rund 365 Mitarbeitern befinden sich internationale Handelsanalysten, internationale Wirtschaftswissenschaftler, Rechtsanwälte sowie technisches Personal.